# Live (Blind Guardian-album)
Live är Blind Guardians andra livealbum. Det släpptes 2003.

## Låtlista

### CD 1
1. "War of Wrath" - 1:54
2. "Into the Storm" - 4:52
3. "Welcome to Dying" - 5:28
4. "Nightfall" - 6:20
5. "The Script of My Requiem" - 6:38
6. "Harvest of Sorrow" - 3:56
7. "The Soulforged" - 6:03
8. "Valhalla" - 8:12
9. "Majesty" - 8:19
10. "Mordred's Song" - 6:46
11. "Born in a Mourning Hall" - 5:57

### CD 2
1. "Under the Ice" - 6:15
2. "Bright Eyes" - 5:26
3. "Punishment Divine" - 6:21
4. "The Bard's Song: In the Forest" - 7:48
5. "Imaginations from the Other Side" - 9:40
6. "Lost in the Twilight Hall" - 7:09
7. "A Past and Future Secret" - 4:31
8. "Time Stands Still (At the Iron Hill)" - 5:52
9. "Journey Through the Dark" - 5:43
10. "Lord of the Rings" - 4:34
11. "Mirror Mirror" - 6:06